# Monte San Giusto
Monte San Giusto – miejscowość i gmina we Włoszech, w regionie Marche, w prowincji Macerata.
Według danych na rok 2004 gminę zamieszkiwało 7319 osób, 385,2 os./km².